# 瀬川浅
瀬川 浅（せがわ せん / あさし、1853年2月21日（嘉永6年1月14日） - 1926年（大正15年）11月25日）は、明治時代に九州地方を中心に活躍した牧師である。

## 経歴
中津藩の儒者である瀬川剛司の子として江戸で生まれる。幼名は直（なおし）。彼の父親である剛司は広瀬蒙斎の二男で、後に瀬川氏の養子となった。
瀬川は長崎で、アメリカ・オランダ改革派教会の宣教師ヘンリー・スタウトの元で学び、1873年（明治6年）9月に洗礼を受けた。翌年3月からは、スタウトと共に説教をするようになった。1876年（明治9年）には、スタウトと瀬川で長崎日本基督公会を組織した。1877年（明治10年）9月に東京一致神学校が開校されると、神学生として学ぶために派遣される。植村正久、押川方義、井深梶之助、三浦徹らと共に、東京一致神学校の第一期生として学び、翌年1878年卒業しに教師資格を得て、長崎に戻る。当時、西南戦争で荒廃した鹿児島に留川一路と一緒に派遣され、伝道所を開設する。鹿児島に定住して伝道を続ける。そして、平山武知という協力者を得ている。そして、三年後の1881年（明治14年）には日本基督一致教会鹿児島教会(現日本基督教団)を組織している。1889年には山下町に会堂を移転し、都城、志布志、指宿など薩摩、大隅全域に伝道活動を始めた。
1881年（明治14年）7月に日本基督一致教会の西部中会が設立されると、瀬川と青山昇三郎と服部章蔵が牧師となる。1887年（明治20年）に長崎にスティール・アカデミー(東山学院)ができアルバート・オルトマンスが初代院長になると、瀬川はスタウトと共に教職者養成に集中した。卒業たちは、長崎、諫早、大村、唐津、佐賀、久留米、人吉、鹿児島、垂水などで伝道活動を行った。

## 著書
- 聖経歴史指南（1888年）
- 耶蘇教略解（1888年）
- 設氏説教学（1893年）
- 聖経地誌（ホルボット著、瀬川浅訳）